# Гривас, Димитриос
Димитриос Гривас (греч. Δημήτριος Γρίβας; 1829, Нафплион, Османская империя, — 1889, Марсель, Франция) — греческий генерал-лейтенант, политик, четырежды министр.

## Биография
Димитриос Гривас родился в конце Освободительной войны Греции, в 1829 г., в городе Нафплионе, бывшем тогда столицей возрождённого государства. Происходил из известного военного клана. Его отцом был Теодорос Гривас, известный военачальник и участник Освободительной войны, а бабушкой — адмиральша Бубулина. Поступил в офицерское училище, но был изгнан из него в 1845 году за участие в военном мятеже.
Гривас был антимонархистом и в 1847 году принял участие в мятеже, организованном его отцом. Однако во время Крымской войны это не помешало ему принять участие в военных действиях против осман в Эпире, поощряемых королём Оттоном (см. Греция в годы Крымской войны).
В 1862 году он вновь принял участие в антимонархическом восстании в Нафплионе.
После поражения восстания отбыл во Францию, откуда вернулся после свержения Оттона и стал принимать участие в политике.
Был одним из трёх членов комитета, отправившихся в Копенгаген предложить корону Греции Георгу I.
В 1862 году был избран депутатом Национального собрания.
С тех пор продолжил своё участие в политике и был министром во многих правительствах: военным министром в правительствах Делигеоргиса в 1865 и 1872 годах, а также в правительстве Вулгариса в 1874 году. В 1882 году ему было предоставлено командование армией, но вскоре он подал в отставку, чтобы вновь стать депутатом в 1885 году. На выборах 1887 года потерпел неудачу и ушёл из активной политики.
Переехал в Марсель, где и умер в 1889 году.
Его гроб был перевезен в Афины, где ему были отданы почести генерал-лейтенанта, в присутствии премьер-министра и кабинета министров. В церковной панихиде принял участие король. После чего был перевезен и захоронен в Воница, Этолия и Акарнания, откуда происходил его род.